# Warslow and Elkstones
Warslow and Elkstones est une paroisse civile du Staffordshire, en Angleterre.